# Kiss and Make-Up
Kiss and Make-Up (bra: O Templo da Beleza ou Templo da Beleza) é um filme estadunidense de 1934, do gênero comédia romântica, dirigido por Harlan Thompson, estrelado por Cary Grant e Genevieve Tobin, e coestrelado por Helen Mack, Edward Everett Horton e as WAMPAS Baby Stars de 1934. O roteiro de Harlan Thompson, George Marion, Jr. e Jane Hinton foi baseado na peça teatral "Kozmetika" (1933), de István Békeffi.
A trama retrata a história de um cirurgião plástico que tenta reconquistar sua secretária após se casar com uma de suas pacientes.

## Sinopse
O Dr. Maurice Lamar (Cary Grant) é um famoso cirurgião plástico que transforma suas clientes ricas em mulheres mais bonitas, e muitas vezes conquista seus corações. Ele deixa Eve Caron (Genevieve Tobin), esposa de Marcel Caron (Edward Everett Horton), tão encantada com sua habilidade que ela abandona seu marido para se casar com ele. Durante a lua de mel na Riviera Francesa, Maurice logo percebe que as consequências de suas próprias regras de beleza são mais do que ele pode suportar. Assim, ele se despede de sua nova esposa e volta para Paris com a intenção de deixar sua profissão e se dedicar à pesquisa científica. Em busca de um recomeço, Maurice tenta reconquistar o amor de Annie (Helen Mack), sua secretária simples e despojada.

## Elenco
- Cary Grant como Dr. Maurice Lamar
- Genevieve Tobin como Eve Caron
- Helen Mack como Annie
- Edward Everett Horton como Marcel Caron
- Lucien Littlefield como Max Pascal
- Mona Maris como Condessa Rita
- Rafael Storm como Rolando
- Toby Wing como Consuelo Claghorne
- Dorothy Christie como Greta
- Doris Lloyd como Madame Durand (não-creditada)
- As WAMPAS Baby Stars de 1934:[a]
  - Judith Arlen
  - Betty Bryson como Paciente
  - Jean Carmen como Esposa do Marajá
  - Helene Cohan como Anunciadora de Rádio
  - Dorothy Drake
  - Jeanne Gail como Enfermeira
  - Hazel Hayes como Enfermeira
  - Ann Hovey como Lady Rummond-Dray
  - Lucille Lund como Magda
  - Lu-Anne Meredith como Enfermeira
  - Gi-Gi Parrish como Ouvinte de Rádio
  - Jacqueline Wells como Paciente
  - Katherine Williams como Vilma

## Produção
O título de produção do filme foi "Cosmetics". Uma versão finalizada do filme recebeu uma pré-estreia no início de junho de 1934, mas foi enviada de volta à produção para refilmagens e cenas adicionais.
Carole Lombard havia sido considerada para o papel principal feminino, mas a personagem acabou indo para Genevieve Tobin.

## Recepção
Andre Sennwald, em sua crítica para o The New York Times, chamou o filme de um "bazar de lingerie de primeira classe e entretenimento de terceira classe", embora ele achasse que Grant havia trazido muita vivacidade ao papel.
Winthrop Sargent, para a revista Variety, escreveu que Grant se saiu bem como o médico, mas achava que ele e Horton exageraram em seus papéis feitos "muito fortemente para risadas".
Pauline Kael posteriormente elogiou a atuação de Grant, escrevendo que ele havia usado suas habilidades desenvolvidas no vaudeville de forma excelente no filme, exibindo um "senso de diversão" com um "exibicionismo confiante e sincero".